# Surveyor 7
Surveyor 7 (z ang. „geodeta”) – ostatnia z całej serii, amerykańska bezzałogowa sonda kosmiczna do badań Księżyca.

## Podstawowe wiadomości o misji
- Data startu: 7 stycznia 1968 godz. 6:30 GMT, Przylądek Canaveral
- Data lądowania na Księżycu: 10 stycznia 1968 godz. 1:05 GMT
- Rejon lądowania: północna krawędź krateru Tycho, koordynaty – 41°01'S, 348°59'E (11°41'W)
- Czas trwania podstawowej misji: 42 dni
- Czas działania próbnika: 23 dni
- Data zakończenia misji: 21 lutego 1968

## Plan przebiegu misji
Lądownik Surveyor 7 umieszczany był na szczycie rakiety klasy Atlas Centaur SLV-3C. Po osiągnięciu orbity, odpalano ostatni człon rakiety, który nakierowywał próbnik na trajektorię lotu w kierunku Księżyca. Na wysokości ok. 3500 km następowało odseparowanie statku od wypalonego członu rakiety, po czym następowała pierwsza faza lądowania. Po osiągnięciu ok. 4 m nad powierzchnią, silniki wyhamowujące miały zostać automatycznie wyłączone, a pojazd miał swobodnie opaść na powierzchnię. Niemobilny próbnik miał za zadanie wykonać przede wszystkim zdjęcia miejsca lądowania.

## Konstrukcja próbnika
Konstruktorem statków serii Surveyor była firma Hughes Aircraft. Masa lądownika Surveyor 7 wynosiła 305,7 kg. Wysokość pojazdu mającego wylądować na Księżycu wynosiła 3,3 m, średnica zaś 4,5 m. Konstrukcja statku opierała się na aluminiowym szkielecie, do którego przymocowane były różne urządzenia naukowe (m.in. kamera pokładowa), czerpak do badania próbek i spektroskopy. Na szczycie szkieletu znajdowały się 2 panele baterii słonecznych o łącznej powierzchni 3 m². Moc tych paneli to 85 watów. Jednak wraz z główną, nieładowalną baterią, pojazd dysponował mocą aż 4096 watów. Pojazd posiadał jedną płaską antenę i dwie małe anteny kierunkowe, a także radar pokładowy. Z uwagi na swoje zastosowanie, pojazd wyposażony został w silniczki wyhamowujące przy lądowaniu, które automatycznie miały wyłączać się na wysokości 3,5 metra nad powierzchnią Księżyca.

## Przebieg misji

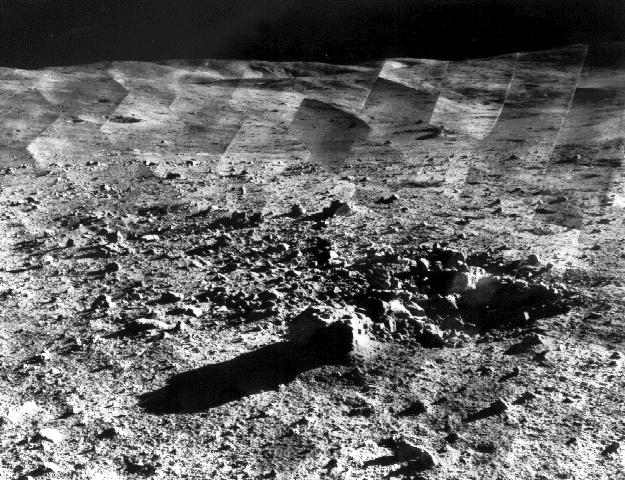
Zdjęcie krajobrazu księżycowego wykonane z pokładu lądownika Surveyor 7

Siódmy pojazd serii Surveyor miał być jednocześnie ostatnim pojazdem bezzałogowym, którego zadaniem było miękko wylądować na Księżycu. Na tle poprzednich misji tego programu, Surveyor 7 miał wyznaczony całkowicie inny rejon lądowania. Naukowcy i projektanci postanowili bowiem umieścić próbnik na wybitnie wyżynnym terenie księżycowym, w dużej odległości od równika. Zaznaczyć trzeba, że dotychczasowe loty sond Surveyor charakteryzowały się równinnym bądź lekko falistym ukształtowaniem powierzchni. Natomiast miejscem lądowania Surveyora 7 była krawędź jednego z najbardziej okazałych kraterów Srebrnego Globu – krateru Tycho. Taki zabieg był celowy. Zasadniczym zadaniem poprzednich lądowników było przeprowadzenie dokumentacji potencjalnych przyszłych miejsc lądowań pojazdów programu Apollo, natomiast siódma misja bezzałogowa miała charakter wybitnie naukowy. Na taki plan wyprawy Amerykanie mogli sobie pozwolić po tym, gdy poprzednie roboty dostarczyły wystarczającą ilość informacji o warunkach panujących na morzach.
Podróż na Księżyc przebiegła bez najmniejszych problemów, w końcowej fazie lotu zmieniono trochę orbitę przyszłego lądownika, naprowadzając go ostatecznie na trajektorię wiodącą w południowe rejony widocznej półkuli. Mimo że tym razem wyznaczone lądowisko z pewnością było obarczone znacznie większym współczynnikiem ryzyka nieudanego lądowania, próbnik osiadł na powierzchni bez najmniejszych kłopotów. Tym samym kontrolerzy lotu potwierdzili wprawę, jaką osiągnęli podczas kilkukrotnych doświadczeń w tego rodzaju misjach. Udane lądowanie tej sondy było zresztą ostateczną próbą przed dużo bardziej skomplikowanymi misjami załogowymi.
Podczas pierwszego dnia księżycowego trwającego do dnia 23 stycznia 1968, Surveyor 7 wykonał 20 993 zdjęć (zdecydowaną większość w całej swej misji). Koniec pracy w pierwszym dniu księżycowym był szczególny. Dnia 26 stycznia, blisko 80 godzin po zachodzie Słońca w rejonie krateru Tycho, próbnik ciągle przekazywał informacje (pozwalały na to niezwykle wydajne baterie litowe nowego typu). W tym samym dniu kontrolerzy napotkali problem polegający na tym, że całkowicie nie rozwinęło się ramię z zainstalowanym na jego końcu miernikiem fal alfa. Kłopot rozwiązano w dość oryginalny sposób – operując czerpakiem i na bieżąco, poprzez system TV, kontrolując sytuację – wysunięto miernik. W ciągu zaplanowanych badań jeszcze dwukrotnie wykorzystano czerpak do przesunięcia miernika wzdłuż fragmentu bezpośrednio sąsiadującej z próbnikiem powierzchni. W następnym dniu księżycowym sonda przesłała dodatkowe 45 zdjęć (od 12 do 21 lutego, kiedy to zakończyła działalność). Miejsce lądowania tego bezzałogowego statku umożliwiło po raz pierwszy w historii wykonanie zdjęć Ziemi z powierzchni Księżyca. Odpowiednia szerokość geograficzna miejsca lądowania pozwoliła na wykonanie najbardziej widowiskowych do tamtej pory zdjęć, ukazujących naszą planetę majaczącą nad księżycowymi wałami pobliskiego krateru. Dzięki nowemu typowi zainstalowanej kamery, wykonano także interesujące zdjęcia gwiazd. Surveyor 7 za pomocą spektrometrów przeprowadził również szczegółowe analizy chemiczne gruntu, a za pomocą ulepszonego (w stosunku do Surveyora 3) czerpaka, zbadał mechanikę gruntu księżycowego w terenie wyżynnym. Dzięki trzem lustrom zainstalowanym na próbniku, naukowcy po raz pierwszy mogli bezpośrednio obejrzeć podłoże, na którym stał próbnik. Siedem innych luster posłużyło do obejrzenia pyłu, który osiadł na strukturze lądownika, natomiast jeszcze inne lustro wykorzystano przy wykonywaniu stereoskopowych zdjęć obszaru, z którego próbki regolitu pobierał czerpak. W przypadku tej misji udało się naukowcom z niespotykaną dotąd dokładnością wycelować w pojazd wiązkę lasera, dzięki czemu próba superdokładnego namierzenia odległego i niewielkiego obiektu zakończyła się pełnym sukcesem.

## Efekty misji
Surveyor 7 był ostatnim w planach, automatycznym pojazdem amerykańskim, który udanie wylądował na Księżycu, przesłał 21 037 doskonałej jakości zdjęć, a jego w pełni udana misja jednoznacznie udowodniła i przekonała naukowców o możliwości lądowania człowieka również w terenie wyżynnym i górzystym.